# Ole-Bjørn Edner
Ole-Bjørn Roald Edner (9 febbraio 1951) è un allenatore di calcio ed ex calciatore norvegese, di ruolo centrocampista.

## Biografia
È il padre di Kristine Edner, ex calciatrice professionista.

## Caratteristiche tecniche
Da allenatore, ha schierato le sue squadre con un 4-3-3 di attitudine offensiva, utilizzando attaccanti veloci e passaggi rapidi.

## Carriera

### Giocatore
Edner ha giocato con la maglia del Vålerengen, in due periodi distinti: nel 1972 e dal 1974 al 1976. A livello giovanile,  con questo stesso club aveva vinto il Norgesmesterskapet G19 1968.

### Allenatore
Terminata l'attività agonistica, Edner ha legato il proprio nome alla società di calcio femminile del Røa, battendosi assieme a sua figlia Kristine affinché venisse costituito questa club, nel 1984. È stato anche allenatore della squadra, che ha condotto al double nel 2004, con le vittorie di Toppserien e Norgesmesterskapet. È stato il secondo introdotto nella Hall of Fame del Røa, dopo sua figlia Kristine.

## Palmarès

### Allenatore
- Toppserien: 1

Røa: 2004
- Norgesmesterskapet (calcio femminile): 1

Røa: 2004